# Croix de Ténuel
La Croix de Ténuel  est située  au lieu-dit « Ténuel », à  Baud dans le Morbihan (à l'entrée du lieu-dit, direction Baud).

## Historique
La croix fait l’objet d’une inscription au titre des monuments historiques depuis le 8 mai 1933.

## Architecture
Le socle est carré. 
Le fût imite un tronc d'arbre.
Sur la croix un christ est sculpté.